# Serhij Kowal
Serhij Anatolijowycz Kowal, ukr. Сергій Анатолійович Коваль (ur. 23 sierpnia 1986 w Krasnohoriwce, w obwodzie donieckim) – ukraiński futsalista, zawodnik z pola, reprezentant Ukrainy, zawodnik Wisły Krakbet Kraków.

## Kariera piłkarska
W latach 2011–2014 był zawodnikiem występującej w ukraińskiej Ekstralidze Enerhiji Lwów, z którą w sezonie 2011/2012 zdobył mistrzostwo Ukrainy. Wcześniej był zawodnikiem rosyjskiej Politech Sankt Petersburg. Przed sezonem 2014/2015 Serhij Kowal dołączył do polskiego zespołu Wisła Krakbet Kraków, z którym w swoim debiucie zdobył Superpuchar Polski.

## Kariera reprezentacyjna
Serhij Kowal występuje także w reprezentacji Ukrainy.